# Ezékiel könyve
Ezékiel könyve egy protokanonikus ószövetségi könyv a Bibliából, melynek tartalmát és megírását Ezékiel prófétának tulajdonítják.

## Szerzője
Egészen a 20. század elejéig úgy tartották, hogy Ezékiel próféta saját maga írta a könyvet. Azután az a felfogás lett irányadó, hogy ő írta, de átdolgozta, majd valaki más is átdolgozta. A prófétát Kr. e. 593-ban hívta el Isten, és utolsó dátumként Kr. e. 571 jelöli meg a próféta. Kezdetben úgy vélték, először Palesztinában, majd Babilonban prófétált. Ma inkább az az álláspont, hogy csak Babilonban, jóllehet Jeruzsálemből deportálták Babilonba a prófétát.

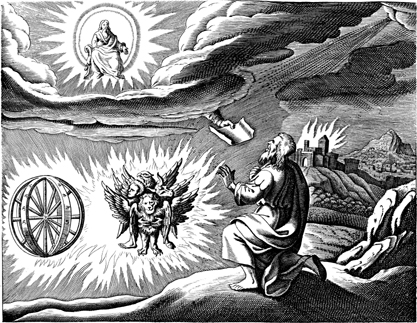
Ezékiel látomásai (1860 körüli grafika)

## Mondanivalója
A próféta leírja milyen látomásokat látott, mit hallott Jahvétől. Istennek terve van választott népével, Izraellel. Isten és népe között a szövetség fennáll, azonban Izrael bűnei miatt Isten már nem lakik köztük. Pedig Isten már teljesítette az ősatyáknak tett ígéretét: Saját föld, sok utód, és a nép között lakott Isten. Izraelt majd elűzik földjéről. A romlásban megfenyegeti a hamis prófétákat, akik meggazdagodás reményében tévesztik meg a népet. Ezékiel viszont azt látja a nép sorsa jobbra fordul majd, és az ellenség összetörik, és a szétszóródott nép vissza kerül földjére. A próféta a béke szövetségének jelöli ezt az időszakot - Jeremiás könyve ezt az időszakot új szövetségnek nevezi -, melyben új szívet és új lelket fog adni, és akkor örökre köztük fog lakni. A próféta még a lakóhelyét is pontosan leírja. A népet akkor egyetlen pásztor fogja irányítani.